# 糖秕酸脚杆
糖秕酸脚杆（学名：[Medinilla hayatana] 错误：{{Lang}}：文本有斜体标记（帮助））为野牡丹科酸脚杆属下的一个种。

## 扩展阅读
維基物種上的相關：糖秕酸脚杆